# Števerjan
Števerjan (italijansko San Floriano del Collio) je naselje in občina v  italijanski deželi Furlaniji-Julijski krajini, ob meji s Slovenijo. Po podatkih iz leta 2004 je imelo naselje 807 prebivalcev, večina je Slovencev.
Zaradi gričevnate lege in ugodne mikroklime v Števerjanu dobro uspeva in obrodi vinska trta, številni tamkajšnji vinarji izvažajo svoja vina v tujino. V zadnjih desetletjih je Števerjan (kot na splošno Brda) postal slovit kraj za ljubitelje vina. Glede na velikost v Števerjanu deluje veliko število gostinskih lokalov, restavracij in gostiln, ki nudijo tudi prenočišča.

## Zgodovina
Števerjan se v pisnih virih prvič omenja leta 1181, prav gotovo pa je bil naseljen že v rimski dobi. Zgodovina naselja je bila v srednjem veku povezana s plemiško rodbino Dornberžanov, v 15. stoletju pa še z rodbinama Formentini in Tacco. O etnični sestavi prebivalcev, ki so bili skoraj v celoti Slovenci, priča listina iz 12. stoletja, z vrsto slovenskih imen. Za Dornberžani so prišli v Števerjan Formentiniji, in eden od njih, Vinciguerra, je bil ustanovitelj števerjanske veje te rodbine, o čemer priča tudi vzidani grb na severnem pročelju gradu. 
Njihov grad je bil močno poškodovan že v vojnah z Benetkami leta 1508 in 1521. Precej mlajša je plemiška rodbina Tacco, ki se je v Števerjan priselila iz Srednje Italije sredi 18. stoletja. Ta je imela v naselju pravzaprav dvorec, ki so ga leta 1713 močno poškodovali uporni kmetje, med Tolminskim puntom.
Leta 1500, po smrti zadnjega goriškega grofa Lenarta je tudi Števerjan postal del Avstrijske monarhije (razen kratkega obdobja okupacije Napoleonove Francije). Kasneje je bil del Avstro-Ogrske, vse do konca prve svetovne vojne, po njej pa je bil priključen Italiji.
Števerjan je močno trpel med prvo svetovno vojno, ko so Italijani že prve dni izselili številne prebivalce v daljni Piemont, drugi pa so se umaknili na avstrijsko stran. Vas je bila med boji močno uničena, tudi Formentinijev grad, ki je bil po vojni ponovno pozidan in je danes spremenjen v gostišče, medtem ko je porušeni grad Coroninijev, kasneje Tacco, ostal v razvalinah.

## Geografija
Občina Števerjan se nahaja na goriškem, na italijanski strani Goriških brd, v bližini meje s Slovenijo. V njej se poleg Števerjana nahajajo še zaselki (it. frazioni) Grojna (Groina), Ščedno (Scedina), Bukovje (Bucuie), Križišče (Bivio), Sovenca (Sovenza), Ašči (Asci), Valerišče (Valerisce) ter Jazbine (Giasbana). Občina Števerjan meji na jugovzhodu na občino Gorica, na jugu na Moš, na jugozahodu na Koprivno in Krmin, na zahodu in severu pa na slovensko občino Brda.

## Kultura in prireditve
V naselju sta aktivni dve kulturni društvi, »F. B. Sedej« (imenovano po slovenskem škofu Sedeju) in »Briški grič«.
Števerjan je znan po vsakoletnem »Števerjanskem festivalu« narodnozabavne glasbe, ki ga od leta 1971 prireja kulturno društvo F. B. Sedej. 
V naselju je še živa koledniška tradicija Svetih treh kraljev (6. januarja), ki pri vsaki hiši pojejo koledniške pesmi in jo blagoslovijo s kadilom ter napisom na vhodnih vratih.Tudi pustarji si pripravijo svoje vozove in koledujejo v velikih skupinah.
Kulturno društvo »Briški grič« pripravlja vsako leto dvo/tro-dnevno prvomajsko praznovanje, ki privablja mnogo ljudi iz okolice kot iz samega Števerjana. Pred kratkim je bil v prostorih društva ustanovljen muzej kmečke obrti »Brincelj«.

## Znane osebnosti
- Lojze Hlede, glasbenik
- Ivan Humar, politik
- Ivo Komjanc, zdravnik
- Marjan Komjanc, duhovnik
- Štefan Maraž, kmečki upornik
- Lojze Mužina, boksar
- Franka Padovan, kulturna delavka
- Zlata Rodošek, gledališka igralka
- Marjan Terpin, narodni delavec